# Rio Vilnia
O rio Vilnia (em lituano, também Vilnelė; em bielorrusso:  Вільня/Vilnia; em polonês/polaco:  Wilejka, Wilenka) é um rio da Lituânia. Nasce perto de Vindžiūnai, 5 km a sul de Šumskas, na fronteira com a Bielorrússia. O Vilnia tem 80 km de comprimento e a sua bacia tem 624 km² de área. Desagua no rio Neris em Vilnius.
Na língua lituana o seu nome deriva de vilnis ("uma subida [das águas]") ou vilnyti ("subir [o nível da água]"). O próprio nome de Vilnius deve provavelmente derivar deste nome.